# 山田南インターチェンジ
山田南インターチェンジ（やまだみなみインターチェンジ）は、岩手県下閉伊郡山田町にある三陸沿岸道路（釜石山田道路/山田道路）のインターチェンジである。

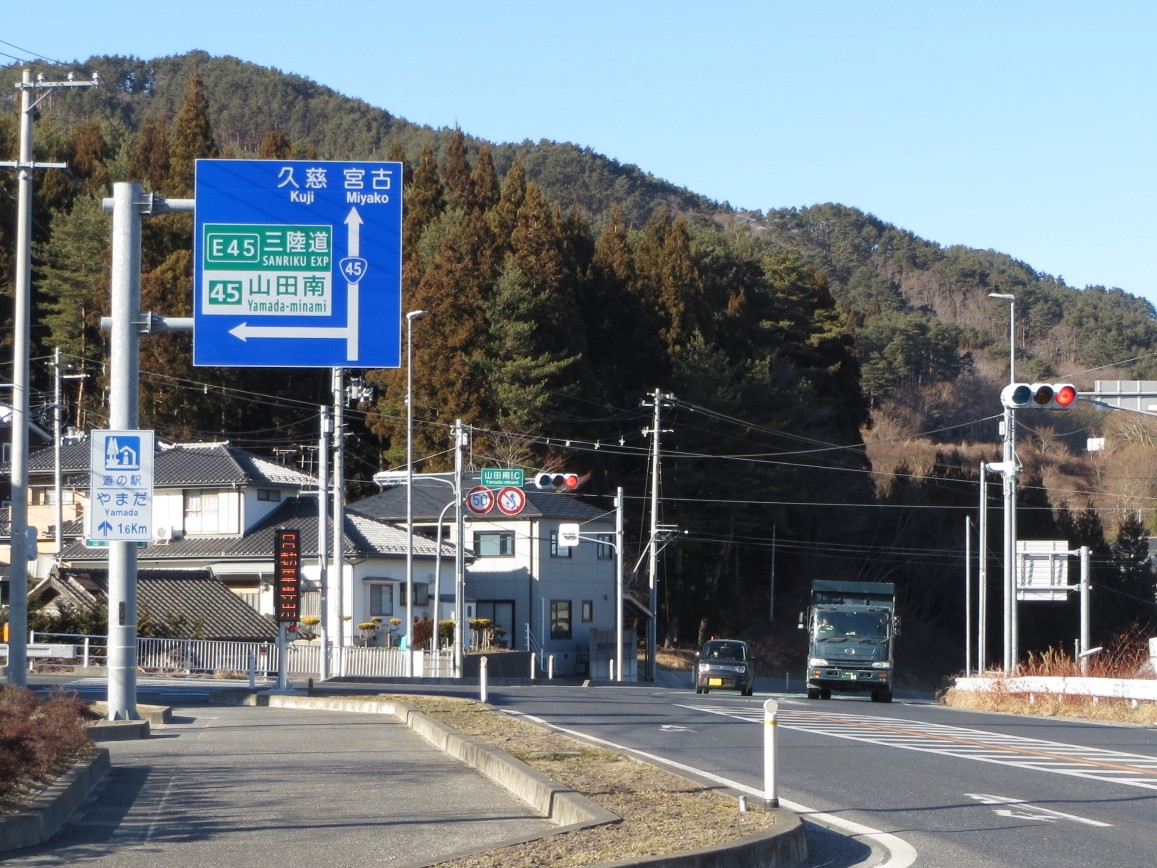
出入口（2019年1月）

## 歴史
- 2002年（平成14年）8月2日 : 山田道路・山田南IC - 山田IC間開通に伴い、供用開始。
- 2019年（平成31年）1月12日 : 釜石山田道路・大槌IC - 山田南IC間開通[1]。

## 道路

### 本線
- E45 三陸沿岸道路（釜石山田道路/山田道路・45番）

### 接続する道路
- 直接接続
  - 国道45号

## 料金所
無料区間につき設置されていない。 

## 周辺
- 鯨と海の科学館
- 三陸鉄道リアス線 岩手船越駅

## 隣
E45 三陸沿岸道路（釜石山田道路・山田道路）
(44) 大槌IC - 浪板PA - (45) 山田南IC - (46) 山田IC